# آندریا سوتیل
آندره‌آ سوتیل (انگلیسی: Andrea Sottil؛ زادهٔ ۴ ژانویهٔ ۱۹۷۴) بازیکن سابق و سرمربی کنونی فوتبال اهل ایتالیا است.
از باشگاه‌هایی که در آن بازی کرده‌است می‌توان به باشگاه فوتبال رجینا، باشگاه فوتبال فیورنتینا، باشگاه فوتبال آلساندریا، باشگاه فوتبال تورینو، باشگاه فوتبال اودینزه، باشگاه فوتبال کاتانیا، باشگاه فوتبال آتالانتا و باشگاه فوتبال جنوآ اشاره کرد.
وی همچنین در تیم‌های ملی فوتبال زیر ۱۹ سال ایتالیا و زیر ۲۱ سال ایتالیا بازی کرده‌است.